# Funisciurus pyrropus
Funisciurus pyrropus — вид гризунів родини Sciuridae.

## Опис
Це відносно невеликий гризун із середньою висотою дорослої особини 204,81 мм. Дорослі особини важать від 225 до 240 грамів.

## Середовище існування
Він зустрічається в Західній і Центральній Африці від Сенегалу до Уганди та на південь до Анголи. Його природні місця проживання — субтропічні або тропічні вологі рівнинні ліси, вологі савани та плантації.

## Дієта
В основному це травоїдні тварини. Їх основний раціон складається з фруктів і насіння. При нестачі їжі вони вдаються до поїдання дрібних термітів і мурах.

## Парування
Кілька самців білки переслідують одну самку в ритуальній гонитві. Funisciurus pyrropus виношують від одного до двох дитинчат.